# Rômulo (futbolista nacido en 1987)
Rômulo Souza Orestes Caldeira (Pelotas, Brasil, 22 de mayo de 1987), más conocido como Rômulo, es un exfutbolista italobrasileño. Juegó de defensa o centrocampista y su último club profesional fue el Athletic Club del Campeonato Brasileño de Serie C.

## Trayectoria
Hizo su debut como futbolista profesional en el Juventude. Fue transferido al Metropolitano en 2008 y también jugó posteriormente para el Chapecoense y Santo André.
El 10 de julio de 2010, Rômulo fue presentado como refuerzo del Cruzeiro. Su debut se produjo el 22 de julio, contra Fluminense. El 13 de abril de 2011, se unió al Atlético Paranaense, cedido por el Cruzeiro. 
El 29 de junio de 2011 fichó por la Fiorentina. 
Se incorporó al club recién ascendido de la Serie A, Hellas Verona, en agosto de 2013, con una opción de compra del 50% de su pase. Finalmente, el Hellas Verona compró la totalidad de su pase el 14 de julio de 2014.
El 2 de agosto de 2014 firmó oficialmente para la Juventus, un préstamo por un año desde el Hellas Verona por un millón de euros, con una opción de compra absoluta de 6 millones. Tras ganar la Serie A y Copa Italia, regresó al Hellas. En 2018, fue comprado por el Genoa. En enero de 2019 fue cedido a la Lazio y en septiembre del mismo año al Brescia Calcio. En julio de 2020 quedó libre y, tras unos meses sin equipo, en marzo de 2021 regresó a Cruzeiro. Esta segunda etapa finalizó en 2022 y desde entonces permaneció como agente libre hasta su fichaje por el Athletic Club en marzo de 2024.

## Selección nacional
Es ciudadano italiano gracias a su ascendencia; sus tatarabuelos eran procedentes de Venecia. Fue llamado por primera vez por el entrenador de la selección italiana, Cesare Prandelli, en abril de 2014 para un test de evaluación funcional, gracias a sus impresionantes actuaciones en su temporada con Verona. El 13 de mayo de 2014, fue incluido en la lista provisional de 30 jugadores con miras a la próxima Copa Mundial de Fútbol de 2014 en Brasil, pero finalmente no formó parte de la lista final de 23 jugadores.

## Clubes
| Club                           | País   | Año          |
| ------------------------------ | ------ | ------------ |
| E. C. Juventude                | Brasil | 2006-2007    |
| C. A. Metropolitano            | Brasil | 2008         |
| Chapecoense                    | Brasil | 2009         |
| E. C. Santo André              | Brasil | 2009-2010    |
| Cruzeiro E. C.                 | Brasil | 2010-2011    |
| → Atlético Paranaense (cedido) | Brasil | 2011         |
| ACF Fiorentina                 | Italia | 2011-2014    |
| → Hellas Verona (cedido)       | Italia | 2013-2014    |
| Hellas Verona                  | Italia | 2014-2018    |
| → Juventus F. C. (cedido)      | Italia | 2014-2015    |
| Genoa C. F. C.                 | Italia | 2018-2020    |
| → S. S. Lazio (cedido)         | Italia | 2019         |
| → Brescia Calcio (cedido)      | Italia | 2019-2020    |
| Cruzeiro E. C.                 | Brasil | 2021-2022    |
| Athletic Club                  | Brasil | 2024- Retiro |

## Palmarés

### Campeonatos nacionales
| Título      | Club           | País   | Año  |
| ----------- | -------------- | ------ | ---- |
| Serie A     | Juventus F. C. | Italia | 2015 |
| Copa Italia | Juventus F. C. | Italia | 2015 |
| Copa Italia | S. S. Lazio    | Italia | 2019 |